# I. Piusz pápa
Szent I. Piusz (latinul: Pius), (? – 154?) pápa volt a tizedik a sorban, és 142-től haláláig viselte ezt a címet, legalábbis a zavaros írásos emlékekből ítélve. Neve latinul kegyest jelent.

## Élete
A hagyomány szerint Aquileia városában született egy Rufinus nevű férfi gyermekeként. Egy korabeli írás szerint I. Piusz testvére Hermasz apostoli atya volt, akinek feljegyzései nyomán ők rabszolga sorból kerültek a kereszténység vonzókörébe. Felszabadulása után lett annak vezetője. Harcolt a gnosztikusok és markioniták ellen, és 144-ben ő közösítette ki Markiónt. Vértanúságát július 11-én ünneplik.

## Művei
- Documenta Catholica Omnia (latin nyelven). [2016. március 4-i dátummal az eredetiből archiválva]. (Hozzáférés: 2011. december 6.)